# Baloi
Baloi (Bayan ng Baloi) är en kommun i Filippinerna. Kommunen ligger på ön Mindanao, och tillhör provinsen Lanao del Norte. Folkmängden uppgår till 38 534 invånare.

## Barangayer
Baloi är indelat i 21 barangayer.
| - Abaga - Adapun-Ali (Dariat) - Angandog (Bulao) - Angayen (Balut) - Bangko - Batolacongan (Basagad) - Buenavista - Cadayonan - Landa (Gadongan) - Lumbac - Mamaanun | - Maria-Cristina - Matampay - Nangka - Pacalundo - Poblacion East - Poblacion West - Sandor (Daduan) - Sangcad (Cormatan ) - Sarip-Alawi (Payawan) - Sigayan |